# Hamadryas velutina
Hamadryas velutina är en fjärilsart som beskrevs av Bates 1865. Hamadryas velutina ingår i släktet Hamadryas och familjen praktfjärilar. Inga underarter finns listade i Catalogue of Life.